# John Holshuijsen
Jan Hendrik (John) Holshuijsen, ook gekend als Johnny Holshuijsen (Amsterdam, 28 oktober 1961) is een Nederlands voormalig voetballer. Hij stond onder contract bij Ajax, PEC Zwolle en FC Volendam.
Holshuijsen begon bij DJK en doorliep de jeugdopleiding van Ajax. Hij debuteerde in het seizoen 1979/80 maar raakte aan het einde van dat seizoen zwaar geblesseerd. Na zijn herstel werd hij teruggezet naar een lager team en volgde een verhuur aan PEC Zwolle. In 1983 ging Holshuijsen naar FC Volendam waar hij in 1986 zijn loopbaan besloot. Hij kwam uit voor de Nederlandse UEFA-jeugd en begon na zijn spelersloopbaan een bedrijf in tegel- en tapijtlijm in Volendam.

## Statistieken
| Seizoen | Club         | Land      | Competitie     | Wed. | Goals |
| ------- | ------------ | --------- | -------------- | ---- | ----- |
| 1979/80 | Ajax         | Nederland | Eredivisie     | 2    | 0     |
| 1980/81 | Ajax         | Nederland | Eredivisie     | 0    | 0     |
| 1981/82 | → PEC Zwolle | Nederland | Eredivisie     | 18   | 2     |
| 1982/83 | FC Volendam  | Nederland | Eerste divisie | 30   | 6     |
| 1983/84 | FC Volendam  | Nederland | Eredivisie     | 32   | 5     |
| 1984/85 | FC Volendam  | Nederland | Eredivisie     | 24   | 3     |
| 1985/86 | FC Volendam  | Nederland | Eerste divisie | 33   | 8     |
| Totaal  | Totaal       | Totaal    | Totaal         | 139  | 24    |